# Massacre de Hama

Vista parcial da cidade depois do ataque do governo

O Massacre de Hama (em árabe: مجزرة حماة) ocorreu em 2 de fevereiro de 1982, controversamente quando as Forças Armadas da Síria bombardearam a cidade de Hama, contra uma sublevação comandada pela Irmandade Muçulmana.
O massacre, realizado pelo exército sírio supostamente comandado pelo general Rifaat al-Assad, irmão mais novo do então presidente Hafez al-Assad e sob ordens deste, efetivamente terminou a campanha iniciada em 1976 por grupos islâmicos sunitas, incluindo a Irmandade Muçulmana, contra o regime de Assad, cujos líderes assim como o presidente eram da seita Alauita.
Segundo a imprensa oficial síria, rebeldes antigovernamentais iniciaram a luta, "lançando-se sobre os nossos companheiros enquanto dormiam nas suas casas e mataram a eles, as mulheres e crianças, mutilando os corpos dos mártires nas ruas, como cães raivosos". "As forças de segurança tiveram que enfrentar esses crimes e ensinar os assassinos uma lição".
A Anistia Internacional estima entre 10 000 e 25 000 pessoas mortas em Hama.
A grande maioria das vítimas eram civis. Entre os mortos haviam famílias de membros do partido Baat'h, burocratas do governo. Além da tortura feita pelo governo contra possíveis insurgentes, principalmente na cidade de Hama.
Cerca de 1 000 soldados sírios foram mortos durante a operação terrestre e grande parte da cidade antiga foi destruída. Juntamente com o eventos do massacre do Setembro Negro na Jordânia, o ataque tem sido descrito como:
"um dos piores atos individuais por qualquer governo árabe contra seu próprio povo no Oriente Médio moderno".— Robin Wright, Dreams and Shadows: the Future of the Middle East, Penguin Press, 2008, pp. 243-244.